# The Fugitive (1947)
The Fugitive (bra Domínio dos Bárbaros) é um filme de drama estrelado por Henry Fonda e dirigido por John Ford, baseado no romance de Graham Greene, The Power and the Glory. As filmagens ocorreram no México.

## Sinopse
Durante a Guerra Cristera no México (1926-1929), os sacerdotes foram assassinados pelo poder revolucionário. Um padre, disfarçado como um camponês, volta para sua aldeia e se torna o único padre ativo no país. Ele é caçado pela polícia e teve que fugir...

## Elenco
- Henry Fonda como Padre fugitivo
- Dolores del Río como Mulher nativa norte-americana
- Pedro Armendáriz como Tenente de polícia
- J. Carrol Naish
- Leo Carrillo como Chefe de polícia
- Ward Bond como O gringo
- Robert Armstrong como Sargento da polícia
- Rodolfo Acosta como Policial (não creditado)